# Kukujevci
Kukujevci (cyr. Кукујевци) – wieś w Serbii, w Wojwodinie, w okręgu sremskim, w gminie Šid. W 2011 roku liczyła 1955 mieszkańców.